# Carrickarade Island
Carrickarede Island, även Carrickarade Island eller Carrick-a-Rede, är en ö i Storbritannien.   Den ligger i distriktet Causeway Coast and Glens och riksdelen Nordirland, i den västra delen av landet, 600 km nordväst om huvudstaden London. Mellan ön och Irland löper Repbron Carrick-a-Rede.